# روبرت شانون
روبرت شانون (بالإنجليزية: Robert Shannon)‏ (مواليد 11 نوفمبر 1962) هو ملاكم أمريكي، مثّل بلاده في الألعاب الأولمبية الصيفية 1984.

## روابط خارجية
روبرت شانون على موقع بوكس ريك (الإنجليزية) (registration required)
- روبرت شانون على موقع أوليمبيديا (الإنجليزية)